# Prowincja Równikowa (planowana)
Prowincja Równikowa (fr. Équateur, lingala: Ekwatéli) - planowana prowincja w Demokratycznej Republice Konga, która miała powstać na mocy konstytucji przyjętej w 2006 roku. Stolicą prowincji ma być Mbandaka.